# Belagerung von Frederikshald
1. Phase: Schwedische Dominanz (1700–1709)
Dänischer Kriegsschauplatz (1700)
Humlebæk • Tönning I 
Livländ./ Estnischer Kriegsschauplatz (1700–1708)
Riga I • Jungfernhof • Varja • Pühhajoggi • Narva • Petschora • Düna • Rauge • Erastfer • Hummelshof • Embach • Tartu • Narva II • Wesenberg I • Wesenberg II
Ingermanländ./ Finnischer Kriegsschauplatz (ab 1701)
Archangelsk • Ladogasee • Nöteborg • Nyenschanz • Newa • Systerbäck • Petersburg • Wyborg I • Porvoo • Newa II • Koporje II • Kolkanpää
Litauisch-weißrussischer Kriegsschauplatz (1702–1706)
Vilnius • Saladen • Jakobstadt • Gemauerthof • Mitau • Grodno I • Olkieniki • Njaswisch • Klezk • Ljachawitschy
Polnischer Kriegsschauplatz (1702–1706)
Klissow • Pułtusk • Thorn • Lemberg • Warschau • Posen • Punitz • Tillendorf • Rakowitz • Praga • Fraustadt • Kalisch 
Russischer Kriegsschauplatz (1708–1709)
Grodno II • Golowtschin • Moljatitschi • Rajowka • Lesnaja • Desna • Baturyn • Koniecpol • Weprik • Opischnja • Krasnokutsk • Sokolki • Poltawa I • Poltawa II
2. Phase: Schweden in der Defensive (1710–1721)
Baltischer und Finnischer Kriegsschauplatz (bis 1714)
Riga II • Wyborg II • Pernau • Kexholm • Reval • Hogland • Pälkäne • Storkyro • Nyslott • Hanko 
Schwed./Norwegischer Kriegsschauplatz (1710–1721)
Helsingborg • Køge-Bucht • Bottnischer Meerbusen • Frederikshald I • Dynekilen-Fjord • Göteborg I • Strömstad • Trondheim • Frederikshald II • Marstrand • Ösel • Göteborg II • Södra Stäket • Grönham • Sundsvall
Norddeutscher Kriegsschauplatz (1711–1716)
Elbing • Wismar I • Lübow • Stralsund I • Greifswalder Bodden I • Stade • Rügen • Gadebusch • Altona • Tönning II • Stettin • Fehmarn • Wismar II • Stralsund II • Jasmund • Peenemünde • Greifswalder Bodden II • Stresow 
Die Belagerung von Fredrikshald und deren Festung Fredriksten vom 20. November bis 14. Dezember 1718 im Großen Nordischen Krieg war der zweite erfolglose schwedische Versuch, die Festung zu erobern.
Der schwedische König begann im Jahre 1718 mit dem zweiten Norwegenfeldzug, in dessen Verlauf er die wehrhafte Festung Fredriksten zum zweiten Mal nach 1716 belagerte. Die Belagerung endete für Schweden erfolglos, da König Karl XII. durch einen Kopfschuss tödlich verwundet und die Belagerung im Anschluss abgebrochen wurde.

## Im Vorfeld
| \| Belagerung von Frederikshald \| |
| Lage des Schlachtfeldes            |
| Belagerung von Frederikshald       |

Im 18. Jahr des Großen Nordischen Krieges war Schweden von einer vielfach stärkeren Allianz in die Defensive gedrückt worden und verlor nach der Kriegswende 1709 Stück für Stück seine außerhalb vom schwedischen Kerngebiet liegenden Besitzungen. Dies betraf Schwedisch-Livland das bis 1710 an Russland fiel, Ingermanland war bereits seit 1703 in russischen Händen, Bremen-Verden ging 1712 an Dänemark verloren, Finnland wurde von Russland bis Ende 1713 erobert und die letzte Besitzung außerhalb Schwedens, Schwedisch-Pommern ging bis Anfang 1716 verloren. Trotzdem dachte König Karl XII. nicht an Kapitulation seines völlig erschöpften Landes und führte den Krieg ohne realistische Siegesaussicht weiter. Die noch vorhandenen Streitkräfte konzentrierte er auf den schwedischen Erzrivalen Dänemark-Norwegen, während im Osten im Krieg gegen Russland im Grunde keine Ressourcen für Operationen zur Verfügung standen und nur statische Abwehrkämpfe möglich waren.
Nach der erfolgreichen Verteidigung von Strömstad begannen die Vorbereitungen für einen zweiten Feldzug nach Norwegen. Zur Verstärkung der schwedischen Grenzverteidigung wurden weitere vierzehn Wachtürme errichtet. Im Frühjahr 1718 umfasste die schwedische Armee bereits wieder 37 Infanterie- und 17 Kavallerieregimenter. Die Anwerbung neuer Rekruten verlief sehr gut und die schwedischen Regimenter waren wieder auf ihre alte Truppenstärke angewachsen.
Die Vorbereitung des Feldzuges beaufsichtigte Karl gemeinsam mit dem Erbprinzen Friedrich von Hessen-Kassel im kleinen Ort Kristinehamn, unweit der schwedisch-norwegischen Grenze. Im April begann die schwedische Armee mit Streifzügen in das norwegische Grenzgebiet. Unter dem Oberbefehl von General Dücker wurden die Vorbereitungen zum Einmarsch weitergeführt.
Der Eroberungsplan von Karl XII. beinhaltete die Einnahme der südlichen Festungen Fredrikshald und Christiansand. Des Weiteren wollte Karl die Küste entlang zur Hansestadt Bergen und im Anschluss nach Trondheim ziehen. Die alte Hauptstadt von Norwegen sollte parallel angegriffen werden. Während der König auf Fredrikshald marschierte, sollte der General Carl Gustaf Armfelt mit etwa 10.000 Mann Trondheim von Norden aus angreifen. Damit hätte er alle wichtigen Handelszentren Norwegens in seiner Gewalt. Alle Festungen im Grenzgebiet zu Schweden sollten geschleift werden und eine effektive Verteidigung der Küste durch Artilleriestellungen aufgebaut werden. Norwegen sollte nach den Plänen von Karl XII. komplett in das schwedische Reich einverleibt werden. Außerdem sollten alle Dänen und dänisch-stämmigen Einwohner vertrieben werden.
Um für die Belagerung ausreichend Artilleriegeschütze zu besitzen, wurden mehrere Flottillen mit Munition, Geschützen und Mannschaften an die Küste von Strömstad versetzt. Die dänische Flotte versuchten diese Nachschubtransporte zu unterbinden. Mehrfach gelang es den Dänen, den Flottillen erhebliche Verluste an Schiffen und Besatzungen zuzufügen. Mit diesen Angriffen gelang es den Dänen den Angriff um vier Monate zu verzögern.
Mit 12.600 Mann Infanterie und 8.400 Mann Kavallerie rückte Karl XII. Anfang November 1718 in Norwegen ein. Dieses letzte karolinische Heer rückte in drei Marschkolonnen aus den Provinzen Bohuslän, Dalsland und Värmland kommend, am 7. und 8. November in Richtung Fredrikshald ab.
Den Oberbefehl über die norwegischen Truppen hatte der General Wedel. Die Festung Fredriksten und deren Garnison wurde vom Oberstleutnant Landsberg befehligt. Trotz Verstärkung aus Dänemark und der wehrerprobten Einwohnerschaft von Fredrikshald konnte der Oberstleutnant nur die Grenzpässe zu Schweden besetzen und die Festung mit hinreichenden Widerstandswillen verteidigen. Die Übermacht der schwedischen Truppen war erdrückend, so dass die oberste Maßgabe in der Verteidigung der Festung darin lag, das schwedische Heer maximal zu schwächen, um eine schnelle Eroberung Norwegens zu verhindern.

## Die Belagerung

Skizze der Belagerung von Fredrikshald und Fredriksten

Nachdem die Stadt und deren Festung von der Landseite her komplett eingeschlossen waren, begann am 20. November deren Belagerung. Das dänisch-norwegische Heer, unter dem Oberkommando von General Sponeck, zog sich gegen den Glommen zurück. Hier verharrte das 10.000 Mann starke Heer und beobachtete die Belagerung und deren Fortgang.
Die Bergfestung Fredriksten hatte drei Vorwerke. Als erstes wurde das Vorwerk Gyldenlöve von den schwedischen Truppen angegriffen. Nachdem die Avantgarde der Festungstruppen in die Feste zurückgedrängt war, begannen die Schweden mit dem Bau von vier Artilleriestellungen in der unmittelbaren Umgebung dieses Vorwerkes. Trotz heftigem Beschuss konnte die Festungsartillerie den Bau der nur etwa 600 Schritt entfernten Stellungen nicht verhindern. Der schwedische König begab sich sofort zu diesen Stellungen um den Fortgang des Ausbaus zu kontrollieren. Mit der Leitung hatte er zwei Ingenieuroffiziere, Oberst Maigret und Generaladjutanten Siquier, beauftragt. Karl XII. befand sich oft in den vordersten Stellungen und half beim Ausbau, wo er konnte. Oft diente ihm nachts ein Brett als Lager und sein Mantel war seine einzige Decke.
Nach der Eröffnung der Laufgräben waren am 6. Dezember die ersten Batterien aus Zwölf- und Achtzehnpfünder-Geschützen in Stellung gebracht. Aus diesen Stellungen wurde der Beschuss gegen das Vorwerk Gyldenlöve eröffnet und noch am selben Abend dessen Kanonen ausgeschaltet. Die Festung selbst wurde kaum von Kanonenkugeln getroffen, diese gingen über die Feste hinweg und landeten in der Stadt. Bei diesem indirekten Beschuss starben zwei norwegische Musketiere. Am 7. Dezember wurde das Artilleriefeuer der Schweden stärker und die Festungsbesatzung räumte das Vorwerk. Da es kaum noch Hoffnung gab das Vorwerk verteidigen zu können, wurden alle Kanonen unbrauchbar gemacht. Am 8. Dezember war eine kleine Bresche in das Vorwerk geschossen und Karl XII. beschloss diese im Laufe des Abends zu nehmen. Als auch der zweite Ansturm auf die Bresche zurückgeschlagen wurde, setzte sich der schwedische König an die Spitze von 200 Grenadieren. Er selbst legte mit Hand an, um die Sturmleitern an die Mauer zu lehnen. Als Zweiter bestieg er diese nach dem Oberst Bosquet, der den Angriff leitete. Die Mauer wurde genommen, die Besatzung zog sich in den Wehrturm zurück. Dieser wurde in der Folge ebenfalls eingenommen und mehrere Norweger fielen in die Hände der Schweden. Der Angriff auf diese Bresche kostete viele Schweden das Leben.
An den folgenden Tagen begannen Arbeiter mit dem Bau neuer Laufgräben auf einer Wiese, die zwischen der ersten Außenmauer und der Festung lagen. Diese Arbeiten wurden hauptsächlich nachts ausgeführt. In den folgenden beiden Tagen, dem 10. und 11. Dezember wurde auch Tags in der schützenden Deckung der angelegten Gräben weitergearbeitet. Am 11. Dezember hatte man sich bereits auf 210 Fuß der Glacis, ein zur Festung hin angelegter Erdwall, genähert. Nach dem Gottesdienst, anlässlich des ersten Adventssonntags, gingen die Arbeiten an den Laufgräben weiter, der König blieb nicht wie in den letzten beiden Tagen geschützt in einer Hütte hinter den Laufgräben, sondern kontrollierte permanent die Arbeiten. Er war besorgt, dass die Belagerung fehlschlagen könnte.

## Tod Karls XII. und der Rückzug nach Schweden

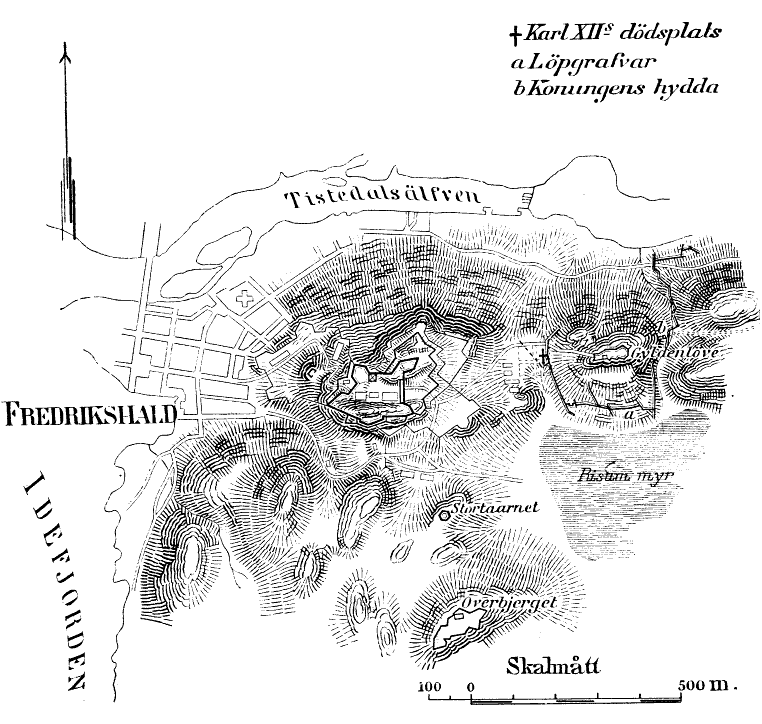
Karte der Festung mit Markierung des Sterbeortes von Karl XII.

Die norwegischen Soldaten beschossen die schwedischen Arbeiter die ganze Zeit über mit Artillerie. Am 11. Dezember hatte der Kommandant die Brustwehr mit Laternen und Pechfackeln bestücken lassen. Außerdem wurden die ganze Nacht über Leuchtkugeln von der Festung in Richtung schwedischer Stellungen abgefeuert. Unter dieser Gefechtsfeldbeleuchtung wurde fortwährend mit Kanonen, Mörsern, Haubitzen und Gewehren auf die Belagerer geschossen. Trotz dieser Bedrohung verblieb der König in den fertigen Bereichen der Laufgräben. Dadurch befand er sich in Gewehrkugelreichweite. Er lief unaufhörlich zwischen den Gräben hin und her und unterhielt sich mit seinen Mannschaften und Arbeitern über den Fortgang der Arbeiten.
Gegen neun Uhr abends fand man den König allein an einer Böschung der Brustwehr mit dem Kopf auf der Krone liegend am Boden. Eine Gewehrkugel war über dem rechten Auge eingedrungen und an der linken Schläfe wieder ausgetreten. Über den genauen Hergang des Todes gibt es sehr unterschiedliche Berichte.

Der Leichnam Karls XII. wird überführt
G. Cederström Krusenberg, 1884

Der Tod des schwedischen Königs sprach sich noch am Abend des 11. Dezembers innerhalb der Laufgräben herum. Auch dem Kommandanten der Festung wurde durch Überläufer vom Tod des Königs berichtet. Nach einer halben Stunde wurde der Leichnam des Königs aus dem Laufgraben in die hinteren Bereiche des Lagers verbracht.
Durch das entstandene Machtvakuum an der Spitze der Armee wurde die Belagerung vom einberufenen Kriegsrat abgebrochen. In der Folge entbrannte ein Machtkampf zwischen den Anhängern des Hauses Holstein-Gottorf und den Anhängern des Kronprinzen Friedrich von Hessen-Kassel. Durch persönliche Verbindungen zu den beiden Lagern war auch die Armeeführung zerstritten. In dieser Zeit dachte jeder an seine eigene Zukunft.
Der Rückmarsch begann am 14. Dezember. Er war überhastet und unkoordiniert. Die Soldaten hatten weder klare Marschrouten noch Verpflegung. Ein weiteres Problem stellte das Wetter dar. Der anhaltende Regen der letzten Wochen hatte sich in Schnee verwandelt und es wurde zudem sehr kalt. Während des Rückmarsches starben viele Schweden an Hunger und Kälte. Die schwedische Garde zählte zu Beginn des Feldzuges 2500 Mann im Januar 1719 waren nur noch 500 Mann übrig. Auch das zweite Armeecorps unter Armfeld trat nach Bekanntwerden des Todes Karl XII. den Rückmarsch an. Dieser ging als Todesmarsch der Karoliner in die Geschichte ein. Als die Armee das Öyfjell überquerte, zog ein so heftiger Schneesturm auf, dass 3.700 der 5.800 Mann starken Armee erfroren.

## Die Folgen
Der Leichnam von Karl XII. wurde am 26. Februar 1719 in der karolinischen Grabkapelle neben der Riddarholmskirche beigesetzt. Er wurde neben Karl XI. in einem schwarzen Marmorsarkophag geschmückt mit einem goldenen Löwenkopf, Zepter, Krone und Schwert bestattet. Andreas Fryxell schreibt in seiner Chronik über das Leben von Karl XII., dass etwa 2000 Standarten und Fahnen, welche der König während seiner Feldzüge erobert hatte, in der Kirche auch lange nach seinem Tod noch wehten.

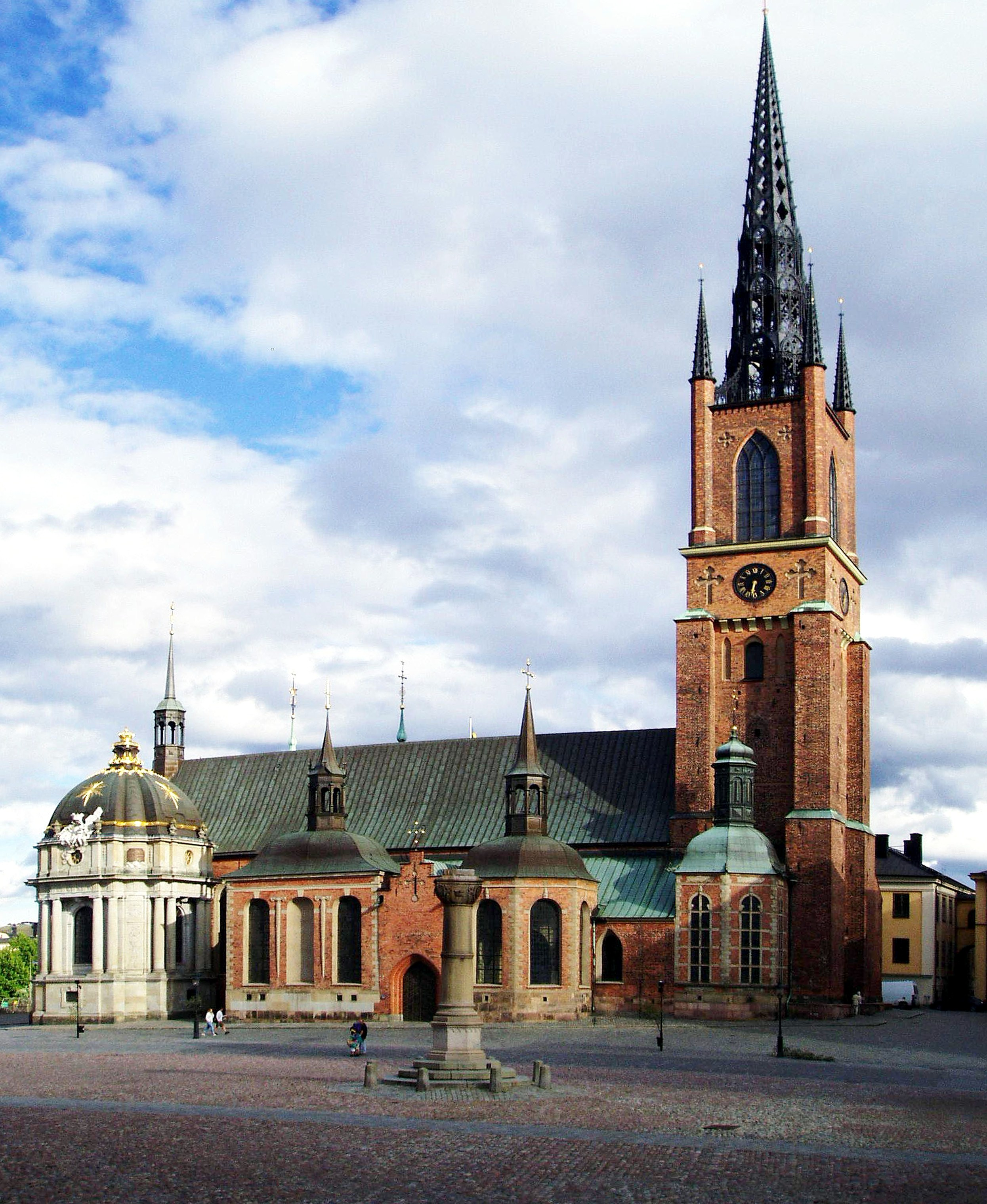
Riddarholmskirche letzte Ruhestätte von Karl XII.
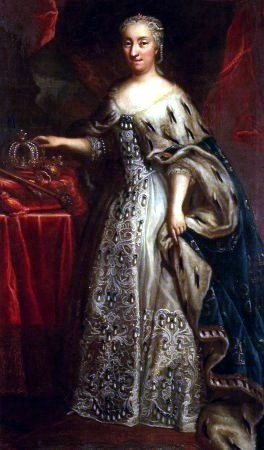
Urika Eleonora
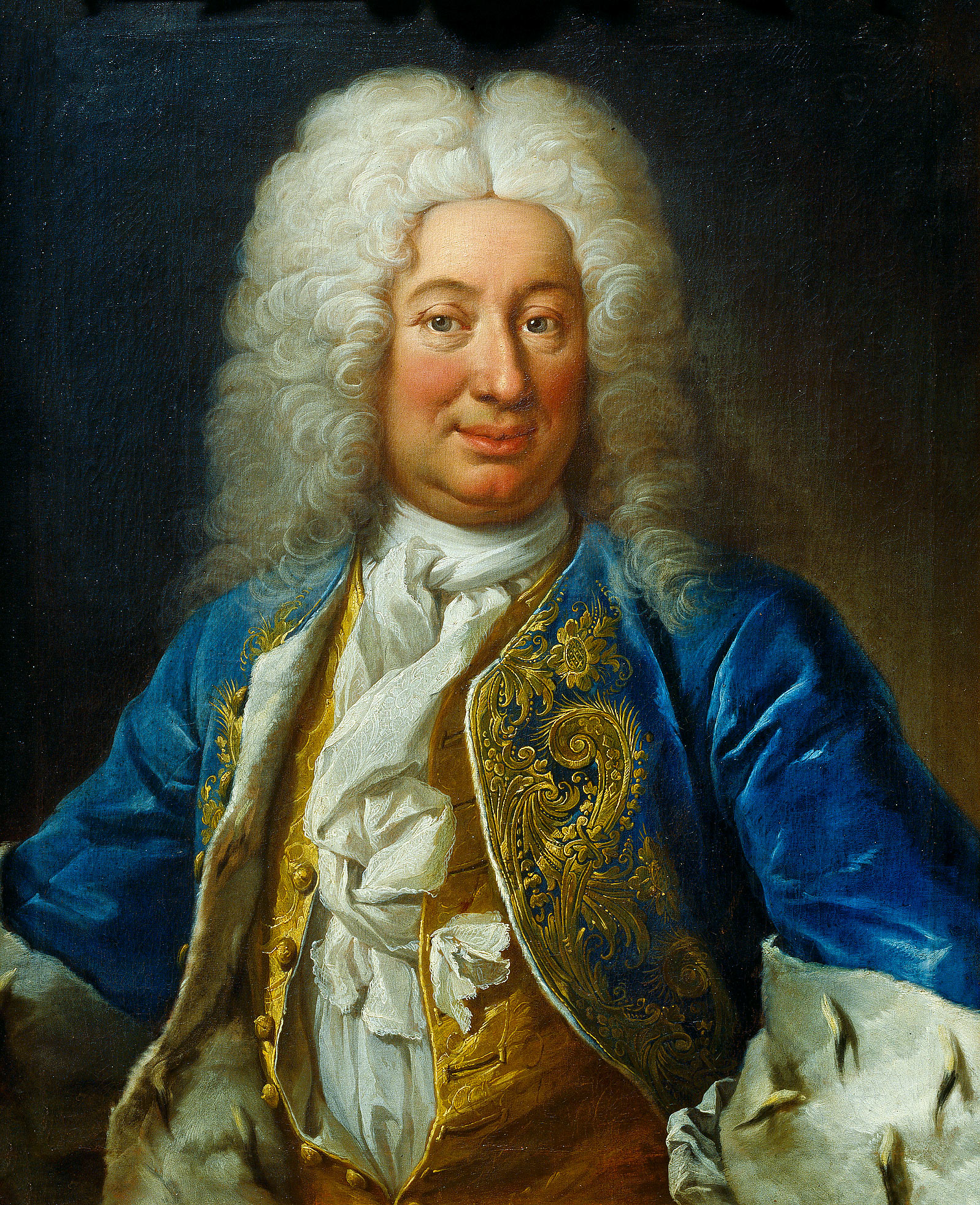
Friedrich von Hessen-Kassel

Nach dem Tod Karls XII. wurde dessen Schwester Ulrika Eleonore am 23. Januar 1719 zur Königin gewählt und am 17. März in Uppsala gekrönt. Mit ihrer Thronübernahme war aber eine Regierungsreform verbunden, die das Machtzentrum in die Hände des Reichstags verlegte. Am 29. Februar 1720 dankte Ulrika Eleonore schließlich zu Gunsten ihres Mannes ab, der als Friedrich I. der einzige Hesse auf dem schwedischen Thron war. Mit Ulrikas Abdankung war die Bedingung verbunden, dass sie wieder Königin würde, falls ihr Mann vor ihr sterben sollte.